# Devanagari
Devanāgarī (pronunție din hindi: [d̪eːʋˈnaːɡri]; nume scris cu devanagari: देवनागरी) este un sistem de scriere folosit exclusiv sau împreună cu alte sisteme de scriere pentru a reprezenta câteva limbi din India (inclusiv sanscrita, hindi, marathi, sindhi, bihari, bhili, marwari, konkani, bhojpuri, nepaleză și uneori cașmiriană (vorbită în Cașmir) și romani (vorbită de rromi). Acest alfabet este scris și citit de la stânga la dreapta. Unele limbi au adaptat scrierea devanagari, de exemplu pentru scrierea limbii gujarati se folosește devanagari fără linia orizontală ce unește partea superioară a literelor.

## Origini
Devanagari face parte din familia de sisteme de scriere care derivă din scriptul antic brahmi: indiene, nepaleze, tibetane și sud-est asiatice. Devanagari e un descendent al scrierii gupta, împreună cu scrierea siddhaṃ și scrierea śāradā.